# Anières
Anières là một đô thị thuộc bang Geneva ở Thụy Sĩ.
Hai con sông giáp đô thị này là Hermance và Nant-d'Aisy.